# 津原武
津原 武（つはら たけし、1868年11月22日（明治元年10月9日） - 1953年（昭和28年）5月20日）は、日本の弁護士・実業家・政治家。衆議院議員、加悦鉄道社長、宮津銀行監査役、丹後縮緬工業組合理事長。

## 経歴
1868年11月22日（明治元年10月9日）、因幡国鳥取に生まれた。関西法律学校、明治法律学校、和仏法律学校(現・法政大学)で学び、京都府与謝郡宮津町（現・宮津市）で弁護士を開業した。
与謝郡会議員・議長、宮津町長、京都府会議員などを経て、1915年（大正4年）に第12回衆議院議員総選挙に当選した。民政党に所属して5回の当選を果たしている。
また、加悦鉄道社長、宮津銀行・橋北汽船などの役員、丹後縮緬工業組合理事長などを歴任した。
1953年（昭和28年）5月20日に死去、84歳。

## 共著
- 『日本立法資料全集 別巻389 佛國人事法講義』（再版）（信山社、2006）

## 顕彰碑
宮津市の真照寺に「丹後織物中興の祖」と追尊して、顕彰碑が建立されている。